# Berck (striptekenaar)
Berck, pseudoniem van Arthur Berckmans, (Leuven, 3 mei 1929 – Heverlee, 28 december 2020) was een Belgisch striptekenaar. Hij was vooral bekend van de strip Sammy.

## Biografie

### Vroege carrière
Als kind hield Berck al van tekenen. Hij studeerde aan het Sint-Lucas-Instituut in Brussel en anatomietekenen in Leuven. Toen hij 18 werd, kreeg hij een baan bij de jezuïeten in Leuven waar hij deeltijds administratief werk deed en deeltijds illustraties leverde voor het religieuze magazine Pro Apostolis. Hij bewerkte er vooral biografieën van heiligen tot stripverhalen. Acht jaar later begon hij voor de stripuitgeverij Le Lombard te werken waar hij illustraties voor het magazine Chez Nous leverde. Ook ontwierp hij reclametekeningen voor het reclamebureau Publiart.

### WeekbladKuifje
Hij publiceerde in 1958 in het weekblad Kuifje de strip Pechvogel (Frans: Strapontin), terwijl René Goscinny de scenario’s schreef. Deze stripreeks draaide rond een Parijse taxichauffeur. In 1965, toen Goscinny het te druk kreeg met de succesreeks Asterix, kreeg Pechvogel een andere scenarist, Acar. Met hem zette Berck nog twee jaar de serie verder.
Bercks humor is vaak een beetje wrang, vooral in de verhalen die hij zelf bedacht. Hierna creëerde hij de James Bond-pastiche "Ken Krom", maar moest deze reeks na protest van zijn uitgever weer laten vallen. Met Yves Duval als scenarist tekende hij hierop de stripreeks Hansje, over een jonge tamboer ten tijde van Napoleon. De strip heet in het Frans Rataplan, een naam die verder niets met de hond uit de Lucky Luke-stripreeks heeft te maken. 
Samen met Leo Loedts maakten Berck onder het pseudoniem "Studio Arle" de stripreeksen Wim en Eric: De Verdwenen Sloep (1965) en de avonturenreeks De Zwartepinken (1965-1972) op scenario van Maurice Renders in het blad Zonneland. 

### WeekbladRobbedoes
In 1967 verliet Berck Kuifje. Hij ging nu voor Robbedoes werken, waar hij onder scenario van Yvan Delporte en Raymond Macherot de stripreeks Kapitein Mulligan tekende. Mulligan was de kapitein van een sleepboot in het Amerika van de jaren '20 tijdens de drooglegging. Twee jaar later stelde Berck aan Raoul Cauvin voor om een detectivestrip te maken. Cauvin had hiervoor voldoende inspiratie en gebruikte dezelfde historische achtergrond. Inspiratie was de televisiereeks The Untouchables. Cauvin creëerde twee hoofdfiguren: Sammy Day (de kleine zwartharige) en Jack Attaway (de lange blonde en leider van het duo). In maart 1970 verscheen het eerste Sammy-avontuur in Robbedoes. Eerst speelden de verhalen zich vooral in Chicago af, later ook in andere delen van de wereld. 
Behalve zijn stripreeksen voor Dupuis publiceerde hij ook voor de Nederlandse stripmarkt de serie De Donderpadjes, over een bende padvinders, en Lowietje, een reeks over een weeskind dat tegelijk een rijke erfgenaam is. Deze reeks werd later ook in de Franstalige editie van Robbedoes gepubliceerd als Lou. In Vlaanderen publiceerde hij samen met Daniël Jansens de dagelijkse strip "Lombok" in de Gazet van Antwerpen.
Van 1972 tot 1974  bedacht hij de humoristische sciencefictionreeks "Mischa" voor de Duitse Rolf Kauka-studio’s in het magazine Primo, vaak samen met Francis Bergèse, Raoul Cauvin, Guy Bollen of Lucien De Gieter.
Berck ging in 1994 met pensioen. Tekenaar Jean-Pol nam de reeks "Sammy" over. Berck had tijdens zijn carrière graag een humoristische cowboystrip willen tekenen, maar hier heeft hij nooit de tijd voor gevonden. Berck overleed in december 2020 op 91-jarige leeftijd.

## Stijl
Bercks tekenstijl werd beïnvloed door Raymond Macherot (Chlorophyl) en André Franquin (Guust), "de beste striptekenaar ter wereld", aldus Berck. Berck tekende voor een jong publiek met een tikkeltje aandacht voor volwassenen. Hij vond dat de tekening op zich het verhaal moet kunnen vertellen, maar de bijbehorende tekst de verfijning draagt die bij het werk past. Hij documenteerde zich door naar oude films te kijken en boeken te raadplegen.

## Prijzen
Berck was in 1973 laureaat van de Prix Saint-Michel voor "Beste humoristische tekenaar" en opnieuw in 1975 samen met Cauvin voor het beste humoristische stripverhaal Les gorilles font les fous (De lijfwachten zijn knetter).
In 1979 ontving hij ook een Bronzen Adhemar voor zijn gehele oeuvre. 

## Trivia
- Berck heeft een cameo in Merho's stripreeks De Kiekeboes, in het album De een zijn dood. De doodgraver Zerckmans toont Charlotte een foto van de oprichter van hun begrafenisonderneming: Arthur Zerckmans. Deze naam is een woordspeling op Bercks oorspronkelijke naam, Arthur Berckmans. De karikatuur is een extra hint.